# Lene Kaaberbøl
Lene Kaaberbøl, född 24 mars 1960 i Köpenhamn, är en dansk författare av bland annat fantasyromaner för barn och ungdom. 

## Biografi
Kaaberbøl föddes i Köpenhamn men växte upp i det lilla jylländska samhället Malling utanför Århus och debuterade redan som femtonåring med hästbokserien om Tina. Kaaberbøl har studerat engelska och drama med en fil kand vid Århus universitet, och hon har arbetat som redaktör, copywriter, översättare, gymnasielärare och ridlärare. Hon är numera bosatt på den lilla ön Sark i Engelska kanalen med sina hundar och har söder om Århus även en lantlig bostad i en gammal vattenkvarn. Hon är sedan starten år 2002 delägare i bokförlaget Phabel & Plott ApS.
Hon är inspirerad av föregångare som Tolkiens Sagan om ringen och Ursula K. Le Guins berättelser och placerar ofta sina böcker i en medeltida sagomiljö. Kaaberbøl är främst känd för bokserien om "Skämmerskans dotter" och skrev en serie böcker på engelska på uppdrag av Walt Disney Company, baserade på deras animerade filmserie W.I.T.C.H.. Hon har på senare år också skrivit prisbelönta kriminalromaner för vuxna om obducentdottern Madeleine Karno i 1800-talets Frankrike och tillsammans med barnbokskollegan Agnete Friis en serie böcker om sjuksköterskan Nina Borg. Denna serie inleddes med Pojken i resväskan (på svenska 2013) och fortsatte med De oönskade (2014) samt Näktergalens död (2015). Hennes böcker har sålt i över 2 miljoner exemplar, översatta till drygt 25 språk.
Skämmerskans dotter gick som sommarlovsföljetong på Sveriges Radio 2006. Den blev också till musikal med samma titel på Østra Gasværk Teater i Köpenhamn 2012, året därpå följd av fortsättningen Skämmerskans dotter 2, baserad på de övriga tre böckerna i serien. 2015 blev första boken till den nordiska långfilmen Skämmerskans dotter. På samma teater följer även musikalen Vildheks hösten 2017, liksom en långfilm med samma titel, Vildhäxan,   utgående från serien av böcker om "Vildhäxan".

### Barn- och ungdomsböcker
Serien om Tina
(Samtliga översatta av översättning Kerstin Ericsson, förlag Polluxklubben/Stabenfeldt)
- Tina och Sunny (1990)
- Tina och Handsome Joy 1991
- Tinas hästpensionat 1991
- Tinas ridskola (1991)

Serien om Skämmerskans barn
(Samtliga översatta av Karin Nyman, förlag Rabén & Sjögren)
- Skämmerskans dotter (2002)
- Skämmartecknet (2003)
- Ormens gåva (2004)
- Skämmarkriget (2005)

W.I.T.C.H.-böcker
- Sfinxens gåta (översättning Kerstin Blohmé, Richter, 2002)
- Salamanderns hjärta (översättning Kristina Nilsson, Richter, 2002)
- Månspegeln (översättning Kerstin Blohmé, Richter, 2002)
- Marelden (översättning Kerstin Blohmé, Richter, 2002)
- Jordhäxan (översättning Kristina Nilsson, Richter, 2002)

W.I.T.C.H. – Kristallfåglarna
- Stenfalken (översättning Kristina Nilsson, Richter, 2004)
- Örnens klor (översättning Kristina Nilsson, Richter, 2003)
- Ugglans skugga (översättning Kerstin Blohmé, Richter, 2003)
- Fågel Fenix (översättning Kerstin Blohmé, Richter, 2003)

Serien om Katriona
(Samtliga översatta av Karin Nyman, förlag Rabén & Sjögren)
- Silverhästen (2006)
- Hermelinen (2007)
- Isfågeln (2008)

Vildhäxa-serien
(Samtliga översatta av Karin Nyman, förlag Rabén & Sjögren)
- Eldprovet (2011)
- Viridians blod (2012)
- Kimeras hämnd (2013)
- Blodungen (2013)
- Fiendeblod (2014)
- Återkommaren (2015)

Fristående böcker
- Skuggporten(översättning Karin Nyman, Rabén & Sjögren, 2008)
- Sirene
- Den Hæse

### Kriminalromaner för vuxna
Madeleine Karno-serien
- Kadaverdoktoren (2010)
- Det levende kød (2013)

- Pojken i resväskan (Drengen i kufferten) (skriven tillsammans med Agnete Friis) (översättning Margareta Järnebrand, Bonnier, 2013)
- De oönskade (Et stille umærkeligt drab) (skriven tillsammans med Agnete Friis) (översättning Margareta Järnebrand, Bonnier, 2014)
- Näktergalens död (skriven tillsammans med Agnete Friis) (översättning Margareta Järnebrand, Bonnier, 2015)

## Priser och utmärkelser
- 2001 – Best Disney Novel Writer 2001 (för W.I.T.C.H.-böckerna)
- 2004 – Nordiska skolbibliotekariernas barnbokspris
- 2007 – Orla-priset
- 2009 – Harald Mogensen-priset för bästa danska kriminalroman, tillsammans med Agneta Friis

Lene Kaaberbøl blev silvermedaljör i sporten petanque vid världsmästerskapet i Frankrike år 2000.